# Хосе Антоніо Ерміда
Хосе Антоніо Ерміда (ісп. José Antonio Hermida, 24 серпня 1978) — іспанський велогонщик.
Срібний призер Олімпійських Ігор 2004 року з маунтінбайку, учасник 2000, 2008, 2012, 2016 років.
Чемпіон світу з маунтінбайку 2010 року в крос-кантрі, бронзовий призер 2005 (крос-кантрі), 2013 (крос-кантрі) років.